# سرجیو کرستو
سرجیو کرستو (انگلیسی: Sergio Cresto; ۱۹ ژانویهٔ ۱۹۵۶ – ۲ مهٔ ۱۹۸۶) مهندس، و نقشه خوان اهل ایالات متحده آمریکا بود.